# Brice Wembangomo
Brice Wembangomo (Kinshasa, 18 dicembre 1996) è un calciatore della Repubblica Democratica del Congo naturalizzato norvegese, difensore dell'Häcken.

## Carriera

### Club
Wembangomo è cresciuto nelle giovanili del Sarpsborg, per poi entrare a far parte di quelle del Sarpsborg 08. Con quest'ultima maglia, ha esordito in Eliteserien in data 28 settembre 2014: è subentrato a Kristoffer Tokstad nella sconfitta per 3-1 subita sul campo dello Start.
In vista della stagione 2015 è passato al Kvik Halden con la formula del prestito. Il 18 aprile ha debuttato quindi con questa squadra, in 2. divisjon, venendo schierato titolare nel pareggio per 0-0 in casa del Lørenskog. Il 26 luglio successivo ha trovato le prime reti, con una doppietta nel 5-0 sul Drammen.
In vista della stagione seguente, è passato al Fredrikstad con la medesima formula.

### Nazionale
Il 6 giugno 2023 viene convocato per la prima volta dalla Norvegia, con cui esordisce 14 giorni dopo nella sfida vinta 3-1 contro Cipro.

## Statistiche

### Cronologia presenze e reti in nazionale
| Cronologia completa delle presenze e delle reti in nazionale ― Cipro | Cronologia completa delle presenze e delle reti in nazionale ― Cipro | Cronologia completa delle presenze e delle reti in nazionale ― Cipro | Cronologia completa delle presenze e delle reti in nazionale ― Cipro | Cronologia completa delle presenze e delle reti in nazionale ― Cipro | Cronologia completa delle presenze e delle reti in nazionale ― Cipro | Cronologia completa delle presenze e delle reti in nazionale ― Cipro | Cronologia completa delle presenze e delle reti in nazionale ― Cipro |
| Data                                                                 | Città                                                                | In casa                                                              | Risultato                                                            | Ospiti                                                               | Competizione                                                         | Reti                                                                 | Note                                                                 |
| -------------------------------------------------------------------- | -------------------------------------------------------------------- | -------------------------------------------------------------------- | -------------------------------------------------------------------- | -------------------------------------------------------------------- | -------------------------------------------------------------------- | -------------------------------------------------------------------- | -------------------------------------------------------------------- |
| 20-6-2023                                                            | Oslo                                                                 | Norvegia                                                             | 3 – 1                                                                | Cipro                                                                | Qual. Euro 2024                                                      | -                                                                    | 59’                                                                  |
| Totale                                                               |                                                                      | Presenze                                                             | 1                                                                    |                                                                      | Reti                                                                 | 0                                                                    |                                                                      |

## Palmarès
- Campionato norvegese: 2

Bodø/Glimt: 2023, 2024
- Coppa di Svezia: 1

Häcken: 2024-2025